# Kirchenkreis Eilenburg

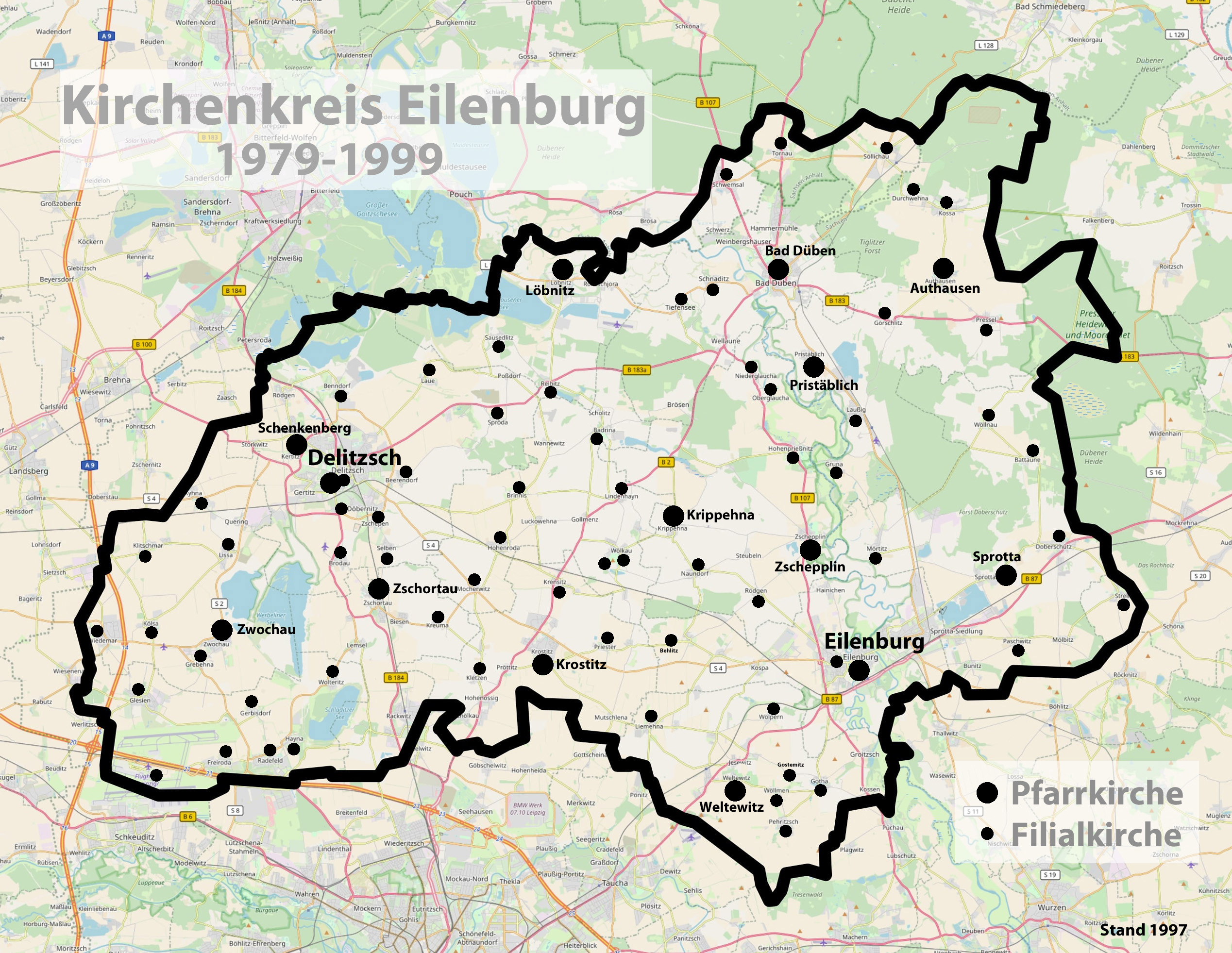
Karte des Kirchenkreises Eilenburg in der Ausdehnung von 1979 bis 1999 mit allen Kirchenstandorten (Stand 1997)

Der Kirchenkreis Eilenburg war ein Aufsichtsbezirk innerhalb der Evangelischen Kirche der Kirchenprovinz Sachsen im Gebiet des heutigen Landkreises Nordsachsen. Er bestand in dieser Ausdehnung von 1979 bis 1999. Der Superintendentur waren 14 Pfarreien (Stand 1997) untergeordnet. Der Kirchenkreis ging mit dem Kirchenkreis Torgau im Kirchenkreis Torgau-Delitzsch auf.

## Geschichte
Der Kirchenkreis Eilenburg wurde zum 1. Januar 1979 aus den bisher selbstständigen Ephorien Eilenburg und Delitzsch gebildet. Er umfasste die wesentlichen Teile der politischen Kreise Eilenburg und Delitzsch bzw. ab 1994 des Landkreises Delitzsch. Im Zuge einer Strukturreform wurde der Kirchenkreis Eilenburg mit Wirkung vom 1. Januar 2000 mit dem Kirchenkreis Torgau zum Kirchenkreis Torgau-Delitzsch zusammengelegt. Die übergeordnete Landeskirche war die Evangelische Kirche der Kirchenprovinz Sachsen.

## Struktur
Der Kirchenkreis Eilenburg war einer von 78 Kirchenkreisen in der Kirchenprovinz Sachsen. Er bestand im Jahr 1997 aus 76 Kirchengemeinden, die auf 14 Pfarrämter aufgeteilt waren. An den Stadtkirchen Eilenburg und Delitzsch waren jeweils zwei Pfarrstellen angesiedelt.
| Pfarramt     | Pfarrbereich                                                                   |
| ------------ | ------------------------------------------------------------------------------ |
| Authausen    | Authausen, Durchwehna, Görschlitz, Kossa, Pressel                              |
| Bad Düben    | Bad Düben, Schnaditz, Tiefensee                                                |
| Delitzsch    | St. Peter und Paul I und II                                                    |
| Eilenburg    | St. Marien, St. Nikolai I und II                                               |
| Krostitz     | Behlitz, Hohenroda, Krensitz, Krostitz (Hohenleina), Mocherwitz, Priester      |
| Krippehna    | Badrina, Groß-Wölkau, Klein-Wölkau, Krippehna, Lindenhayn, Naundorf            |
| Löbnitz      | Brinnis, Laue, Löbnitz, Reibitz, Sausedlitz, Spröda                            |
| Pristäblich  | Gruna, Laußig, Pristäblich, Schwemsal, Söllichau, Tornau                       |
| Schenkenberg | Benndorf, Klitschmar, Kölsa, Kyhna, Lissa, Schenkenberg, Wiedemar              |
| Sprotta      | Battaune, Doberschütz, Mörtitz, Paschwitz, Sprotta, Strelln, Wöllnau           |
| Weltewitz    | Gostemitz, Liemehna, Pehritzsch, Weltewitz, Wöllmen, Wölpern                   |
| Zschepplin   | Hohenprießnitz, Niederglaucha, Oberglaucha, Rödgen, Zschepplin                 |
| Zschortau    | Beerendorf, Döbernitz, Kletzen, Kreuma, Selben, Wolteritz, Zschepen, Zschortau |
| Zwochau      | Freiroda, Gerbisdorf, Grebehna, Glesien, Hayna, Kursdorf, Radefeld, Zwochau    |

## Leitung
Während seines zwanzigjährigen Bestehens standen dem Kirchenkreis vier Superintendenten vor. Der seit 1995 amtierende Christian Stawenow blieb im 2000 neu gebildeten Kirchenkreis Torgau-Delitzsch noch bis 2013 Superintendent.
- 1979–1985: Waldemar Schewe, Pfarrer in Zwochau
- 1985–1987 amtierend: Christoph Werner, Pfarrer in Bad Düben
- 1987–1995: Heinrich Behr, Pfarrer an St. Peter und Paul in Delitzsch
- 1995–1999: Christian Stawenow, Pfarrer an St. Peter und Paul in Delitzsch